# Persone di nome Luca/Calciatori
| Questa pagina contiene informazioni ricavate automaticamente dalle voci biografiche con l'ausilio del template Bio e di un bot. L'aggiornamento è periodico e automatico e ricostruisce completamente la pagina. Se manca una persona in questa lista, sei pregato di non aggiungerla, ma accertati piuttosto che la sua voce biografica contenga il template Bio e che i dati anagrafici siano correttamente compilati. Se il template Bio manca, inseriscilo tu stesso o, in alternativa, metti l'avviso {{tmp\|Bio}} che ne segnala la mancanza. Se i dati riportati sono sbagliati, correggi direttamente la voce biografica; le modifiche saranno visibili in questa lista entro pochi giorni. Per chiarimenti vedi il progetto antroponimi. La lista contiene solo le 108 persone che sono citate nell'enciclopedia e per le quali è stato implementato correttamente il template Bio. Pagina aggiornata al 6 ago 2025. |

Questa è una lista di persone presenti nell'enciclopedia che hanno il nome Luca e sono calciatori.

## A(2)
- Luca Andronache, calciatore rumeno (Bucarest, n. 2003)
- Luca Antonelli, ex calciatore italiano (Monza, n. 1987)

## B(5)
- Luca Bartolini, ex calciatore italiano (Firenze, n. 1960)
- Luca Birigozzi, ex calciatore italiano (Milano, n. 1960)
- Luca Bittante, calciatore italiano (Bassano del Grappa, n. 1993)
- Luca Bizzocchi, ex calciatore sammarinese (n. 1970)
- Luca Bonifazi, ex calciatore sammarinese (n. 1982)

## C(13)
- Luca Calapai, calciatore italiano (Messina, n. 1993)
- Luca Caldirola, calciatore italiano (Desio, n. 1991)
- Luca Capecchi, ex calciatore italiano (Imola, n. 1974)
- Lucas Carrizo, calciatore uruguaiano (Juan Lacaze, n. 2003)
- Luca Castiglia, calciatore italiano (Ceva, n. 1989)
- Luca Ceccarelli, ex calciatore italiano (Massa, n. 1983)
- Luca Ceccaroli, calciatore sammarinese (n. 1995)
- Luca Censoni, calciatore sammarinese (San Marino, n. 1996)
- Luca Ceppitelli, ex calciatore italiano (Castiglione del Lago, n. 1989)
- Luca Cigarini, ex calciatore italiano (Montecchio Emilia, n. 1986)
- Luca Clemenza, calciatore italiano (Cittiglio, n. 1997)
- Luca Pierino Cornolti, calciatore italiano (Bergamo, n. 1897)
- Luca Crecco, calciatore italiano (Roma, n. 1995)

## D(6)
- Luca D'Andrea, calciatore italiano (Napoli, n. 2004)
- Del Debbio, calciatore italiano (Lucca, n. 1899 - Lucca, † 1963)
- Luca Della Scala, ex calciatore italiano (Arezzo, n. 1963)
- Luca Denicolà, ex calciatore svizzero (Lostallo, n. 1981)
- Luca Di Matteo, calciatore italiano (Pescara, n. 1988)
- Luca de la Torre, calciatore statunitense (San Diego, n. 1998)

## E(2)
- Luca Evangelisti, ex calciatore italiano (Roma, n. 1965)
- Luca Everink, calciatore olandese (n. 2001)

## F(4)
- Luca Ferri, ex calciatore italiano (Roma, n. 1980)
- Luca Fiordilino, calciatore italiano (Palermo, n. 1996)
- Luca Forte, calciatore italiano (Trieste, n. 1994)
- Luca Franchini, ex calciatore italiano (Milano, n. 1983)

## G(6)
- Luca Garritano, calciatore italiano (Cosenza, n. 1994)
- Luca Germoni, calciatore italiano (Roma, n. 1997)
- Luca Ghiringhelli, calciatore italiano (Pavia, n. 1992)
- Luca Giordano, calciatore italiano
- Luca Giossa, calciatore uruguaiano (Paysandú, n. 2000)
- Luca Gobbi, ex calciatore sammarinese (San Marino, n. 1971)

## J(1)
- Luca Jaquez, calciatore svizzero (Lucerna, n. 2003)

## K(5)
- Luca Kerber, calciatore tedesco (Dillingen/Saar, n. 2002)
- Luca Kilian, calciatore tedesco (Dortmund, n. 1999)
- Luca Klimowicz, calciatore argentino (Córdoba, n. 2004)
- Luca Koleosho, calciatore statunitense (Norwalk, n. 2004)
- Luca Kronberger, calciatore austriaco (Schwarzach im Pongau, n. 2002)

## L(5)
- Luca Landonio, ex calciatore italiano (Legnano, n. 1966)
- Luca Langoni, calciatore argentino (Gregorio de Laferrere, n. 2003)
- Luca Lezzerini, calciatore italiano (Roma, n. 1995)
- Luca Lipani, calciatore italiano (Genova, n. 2005)
- Luca Plogmann, calciatore tedesco (Brema, n. 2000)

## M(15)
- Luca Mack, calciatore tedesco (Bietigheim-Bissingen, n. 2000)
- Luca Magnino, calciatore italiano (Pordenone, n. 1997)
- Luca Marianucci, calciatore italiano (Livorno, n. 2004)
- Luca Marrone, calciatore italiano (Torino, n. 1990)
- Luca Martinelli, calciatore italiano (Milano, n. 1988)
- Luca Martínez, calciatore messicano (San Luis Potosí, n. 2001)
- Luca Mazzitelli, calciatore italiano (Roma, n. 1995)
- Luca Mazzoni, ex calciatore italiano (Livorno, n. 1984)
- Luca Meisl, calciatore austriaco (Salisburgo, n. 1999)
- Luca Mihai, calciatore rumeno (Bucarest, n. 2003)
- Luca Minopoli, calciatore italiano (Napoli, n. 1979)
- Luca Monari, ex calciatore italiano (Roma, n. 1971)
- Luca Mora, calciatore italiano (Parma, n. 1988)
- Luca Moro, calciatore italiano (Monselice, n. 2001)
- Luca Moz, ex calciatore italiano (Vittorio Veneto, n. 1962)

## N(3)
- Luca Nanni, ex calciatore sammarinese (Città di San Marino, n. 1978)
- Luca Netz, calciatore tedesco (Berlino, n. 2003)
- Luca Nizzetto, ex calciatore italiano (Verona, n. 1986)

## O(3)
- Luca Meirelles, calciatore brasiliano (Goiânia, n. 2007)
- Luca Orellano, calciatore argentino (Francisco Álvarez, n. 2000)
- Luca Oyen, calciatore belga (Nottingham, n. 2003)

## P(10)
- Luca Paganini, calciatore italiano (Roma, n. 1993)
- Luca Pagliarulo, ex calciatore italiano (Foggia, n. 1983)
- Luca Palmiero, calciatore italiano (Mugnano di Napoli, n. 1996)
- Luca Pandolfi, calciatore italiano (Napoli, n. 1998)
- Luca Pastine, ex calciatore italiano (Carrara, n. 1971)
- Luca Pellegrini, ex calciatore italiano (Varese, n. 1963)
- Luca Pellegrini, calciatore italiano (Roma, n. 1999)
- Luca Petrasso, calciatore canadese (Toronto, n. 2000)
- Luca Pfeiffer, calciatore tedesco (Bad Mergentheim, n. 1996)
- Luca Philipp, calciatore tedesco (Stoccarda, n. 2000)

## R(5)
- Luca Ranieri, calciatore italiano (La Spezia, n. 1999)
- Luca Ravanelli, calciatore italiano (Trento, n. 1997)
- Luca Regiardo, calciatore argentino (Arequito, n. 2006)
- Luca Ricci, calciatore italiano (Bibbiena, n. 1989)
- Luca Rizzo, calciatore italiano (Genova, n. 1992)

## S(7)
- Luca Sangalli, calciatore spagnolo (San Sebastián, n. 1995)
- Luca Saudati, ex calciatore italiano (Milano, n. 1978)
- Luca Schnellbacher, calciatore tedesco (Höchst im Odenwald, n. 1994)
- Luca Siligardi, calciatore italiano (Correggio, n. 1988)
- Luca Sosa, calciatore argentino (Isidro Casanova, n. 1994)
- Luca Stephenson, calciatore inglese (Horden, n. 2003)
- Luca Strizzolo, calciatore italiano (Udine, n. 1992)

## T(6)
- Luca Tabbiani, ex calciatore italiano (Genova, n. 1979)
- Luca Tedeschi, calciatore italiano (Bologna, n. 1987)
- Luca Tomasig, ex calciatore italiano (Gorizia, n. 1983)
- Luca Toni, ex calciatore italiano (Pavullo nel Frignano, n. 1977)
- Luca Tosi, calciatore sammarinese (Rimini, n. 1992)
- Luca Tremolada, calciatore italiano (Milano, n. 1991)

## U(1)
- Luca Ungari, ex calciatore italiano (Cremona, n. 1974)

## V(6)
- Luca Valzania, calciatore italiano (Cesena, n. 1996)
- Luca Verna, calciatore italiano (Lanciano, n. 1993)
- Luca Vido, calciatore italiano (Bassano del Grappa, n. 1997)
- Luca Vigna, ex calciatore italiano (Pistoia, n. 1977)
- Luca Vignali, calciatore italiano (La Spezia, n. 1996)
- Luca Villa, ex calciatore italiano (Bologna, n. 1970)

## Z(3)
- Luca Zanimacchia, calciatore italiano (Desio, n. 1998)
- Luca Zidane, calciatore francese (Marsiglia, n. 1998)
- Luca Zuffi, calciatore svizzero (Winterthur, n. 1990)